# Pompeu, o Jovem
Cneu Pompeu, conhecido também como Pompeu, o Jovem (em latim Gnaeus Pompeius Minor) (79 a.C. – 12 de Abril 45 a.C.), foi um político romano da segunda metade do século I a.C., no período tardio da República Romana.

## Biografia
Cneu era o filho mais velho do general Pompeu e da sua terceira mulher, Múcia Terceira. Juntamente com o seu irmão mais novo, Sexto Pompeu, cresceu à sombra dos feitos militares e políticos do pai, na altura líder dos Optimates a facção conservadora do senado romano. Quando Júlio César atravessou o Rio Rubicão em 49 a.C., dando início à guerra civil, Cneu Pompeu seguiu os conservadores na fuga para o leste. Os Optimates foram derrotados na Batalha de Farsália e os sobreviventes tiveram que fugir para evitar a captura. A família Pompeius procurou asilo no Egipto, mas foram traídos e Pompeu acabou assassinado a 29 de Setembro de 48 a.C.
Após a morte do pai, Cneu e Sexto juntaram-se à resistência unida sob a liderança de Catão e Metelo Cipião no Norte de África. César foi no seu encalço e em Fevereiro de 46 a.C. voltou a vencer os conservadores na batalha de Tapso. Metelo Cipião morreu na batalha e Catão suicidou-se pouco depois mas os irmãos Pompeu conseguiram fugir com Tito Labieno, primeiro para as Ilhas Baleares, depois para a Hispânia.
Na Hispânia, o partido de Pompeu ganhou popularidade, pelo fato de ser liderado pelos dois irmãos, como se dois "Pompeus" tivessem tomado o lugar de um.
Este grupo representava agora a última resistência a César, que não tardou em ir em sua perseguição. Os Optimates conseguiram recrutar várias legiões romanas e reunir apoios em muitas cidades hispânicas. Os dois exércitos encontraram-se em Março de 45 a.C. [carece de fontes?] na batalha de Munda.  O resultado do confronto foi uma clara vitória de César, uma hecatombe nas tropas conservadores e o fim da guerra civil.  Labienus morreu em batalha mas, mais uma vez, os irmãos Pompeu conseguiram fugir. Porém, com a vitória de César na guerra civil, foi difícil encontrar apoios. Cneu Pompeu foi encontrado por Lúcio Cesênio Lentão perto da cidade de Lauro e foi morto ao resistir. Sexto conseguiu escapar mais uma vez, escondendo-se na Celtiberia.